# О
О, о é uma letra do alfabeto cirílico (décima sexta do alfabeto russo, décima nona do ucraniano).
Representa a vogal /o/, como em olho. No dialeto principal do russo, baseado na variante moscovita, a letra possui esse som apenas se pertencer à sílaba tônica; caso contrário, assume um som de /ə/ ou /a/.
Originou-se da letra grega Ο (Ômicron), assim como a letra O do alfabeto latino.